# Стефан (Игнатенко)
Схииеромонах Стефа́н (в миру Дми́трий Ива́нович Игнате́нко; 1886, Вознесенская — 13 февраля 1973, Кисловодск, Ставропольский край) — почитаемый схииеромонах Русской православной церкви.

## Биография
Родился в 1886 году в станице Вознесенской Ставропольской губернии.
Учился в церковно-приходской школе. Часто оставался после занятий, подолгу читая Священное Писание. В 1898 году, после кончины матери, Дмитрий отправился вместе с паломниками на Святую Афонскую гору.
Не выдержав непривычных климатических условий, он тяжело заболел малярийной лихорадкой и по совету старцев был вынужден вернуться на родину.
Возвращение Дмитрия совпало с подготовкой создания на Кавказе подворья Иоанно-Богословской Афонской пустыни.
11 декабря 1904 года состоялось торжественное освящение храма в честь Успения Пресвятой Богородицы в новой обители на склоне горы Бештау.
В 1908 году Дмитрий Иванович Игнатенко поступил послушником во Второ-Афонский Бештаугорский Успенский мужской монастырь. Его духовным руководителем и настоятелем стал иеросхимонах Герасим (Попов).
В 1914 году, в 10-летнюю годовщину основания обители, Дмитрий Игнатенко принял монашеский постриг с именем Стефан в честь преподобномученика Стефана Нового.
В обители он исполнял разнообразные монастырские послушания: шил одежды и выпекал просфоры.
После закрытия монастыря 12 июля 1927, вместе со своим келейником Серафимом скрывался в горах и вёл отшельническую жизнь. Братия монастыря поселилась у хребта Псху близ района Цебельды.
29 апреля 1930 года монахов выгнали из келий и повели в Сухум. Стефану (Игнатенко) 6 мая предъявили обвинение по статье 58/21 Уголовного кодекса Грузии (религиозная пропаганда). На допросе иеромонах Стефан держался спокойно, с достоинством и смирением отвечал на вопросы. Так же твердо держался на допросе и его келейник Серафим (Фетисов).
Был наставником Льва Мормыля, будущего Архимандрита Матфея.
В 1937 вернулся на родину, остановившись во Владикавказе. Родственники считали погибшим и совершили заочное отпевание.
В 1943 поселился в Горячеводской. В 1947 вновь переселился во Владикавказ. С того момента его келейником был о. Симеон, который жил в обители до её закрытия.
В 1949 Архиепископом Антонием (Романовским) принят в клир Ставропольской епархии, владыка всячески старался уберечь о. Стефана от внимания властей.
В 1953 ушел за штат по болезни. В 1956 переехал в Кисловодск, где служил в Пантелеимонском храме.
В 1965 году Пантелеимонский храм был закрыт и позже взорван.
15 августа 1968 году принял великую схиму с прежним именем Стефан, постриг совершал иеромонах Матфей (Мормыль).
К своей кончине иеросхимонах Стефан относился очень спокойно: навещая его, монахиня Сергия (Клименко) иногда заставала его с отцом Симеоном за тем, что они рассматривали крест, приготовленный старцу на могилу. Казалось, он в любой момент был готов разрешиться от земных уз для долгожданной встречи со Христом. Постепенно угасая, он утешал своих духовных чад, говоря, что умрет «рано-рано весной».
Скончался в 10 часов 25 минут утра 13 февраля 1973 года, накануне праздника Сретения Господня.
Старец похоронен на кисловодском кладбище по ул. Седлогорской. Над его могилой устроена сень, под которой не смолкает молитва о упокоении великого молитвенника, исповедника и подвижника веры XX века.